# Liemannen

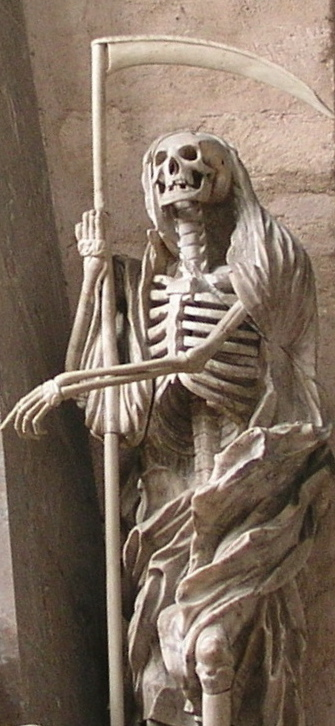
Staty, föreställande Döden, personifierad som ett mänskligt skelett, klädd i en svepning, och håller en lie. Domkyrkan i Trier, Tyskland.

Liemannen, Dödsängeln eller Döden är en personifikation av döden, ofta framställd som ett skelett med svart kåpa, huva och en lie. Liemannen uppstod ur det makabra dödsmotiv som svepte över Europa efter digerdöden på senmedeltiden. Lien och även timglaset blev tidigt attribut till honom. Med den förra "skördar" han sina offer (vilket onekligen bäst passar in på massdöden under en pandemi), med den andra mäter han ut varje människas livstid (jfr. Nornorna). Ibland framställs han även med ett pergament på vilket står skrivet namnen på dem han ska skörda. Han fick första gången sitt namn genom den judiska tron, Azrael.

## Grekisk tro
Den grekiska framställningen av döden är Thanatos, Hypnos tvillingbror. Han framställdes inte som ond, då döden var något oundvikligt. Han framställdes istället som rättvis och mild. Döden representeras som manlig, och livet som kvinnligt. Thanatos arbete är att räcka över de döda till Charon. Thanatos systrar, keres var den våldsamma dödens andar. De hade hand om dödsfall som uppstått på grund av strid, mord, sjukdom och olycka.

## Polsk tro
I Polen har döden ett utseende som liknar Liemannens traditionella utseende, men istället för en svart mantel, har Döden en vit dräkt. Döden framställs ibland också som en gammal skelettkvinna.

## Skandinavisk tro

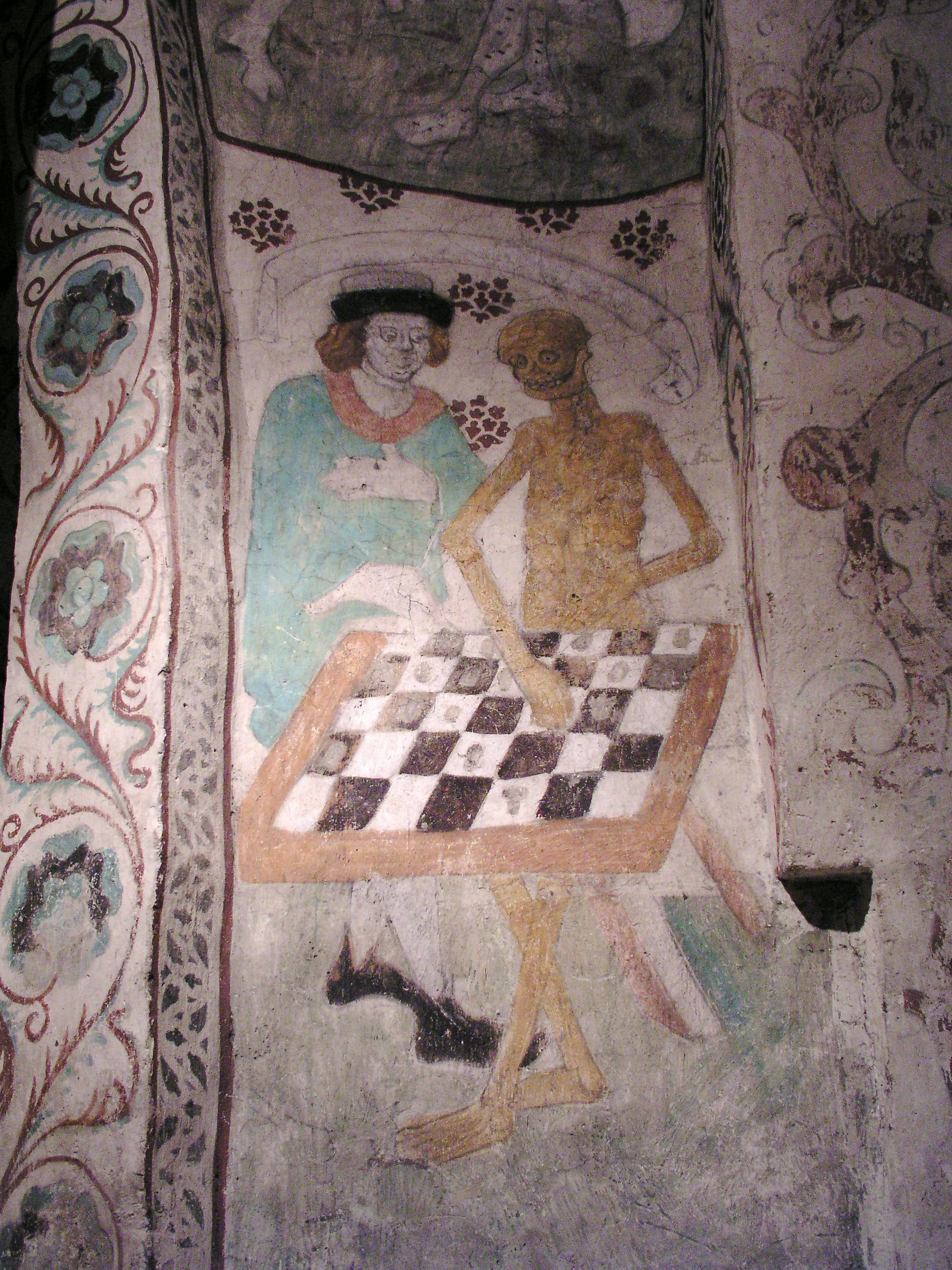
Medeltida målning i Täby kyrka, föreställande Döden som spelar schack.

Den skandinaviska tron framställer döden som Hel. Hon regerade också över dödsriket med samma namn. Dit kommer de själar som inte har dött i strid, som barn, kvinnor och sjuka. Hon framställs ibland ridande på en trebent häst. Under tidig medeltid framställdes också döden som Pesta, en lieman-liknande kvinna som bar en kvast och en vit kappa.

## Östasiatisk mytologi
I den japanska mytologin är Izanami dödens gudinna. Hon framställs som ett ruttnande lik i vissa historier. Den kinesiska dödsguden är Yanlou, som bestämmer över dödsriket, Di Yu.  